# Mr. Norris steigt um

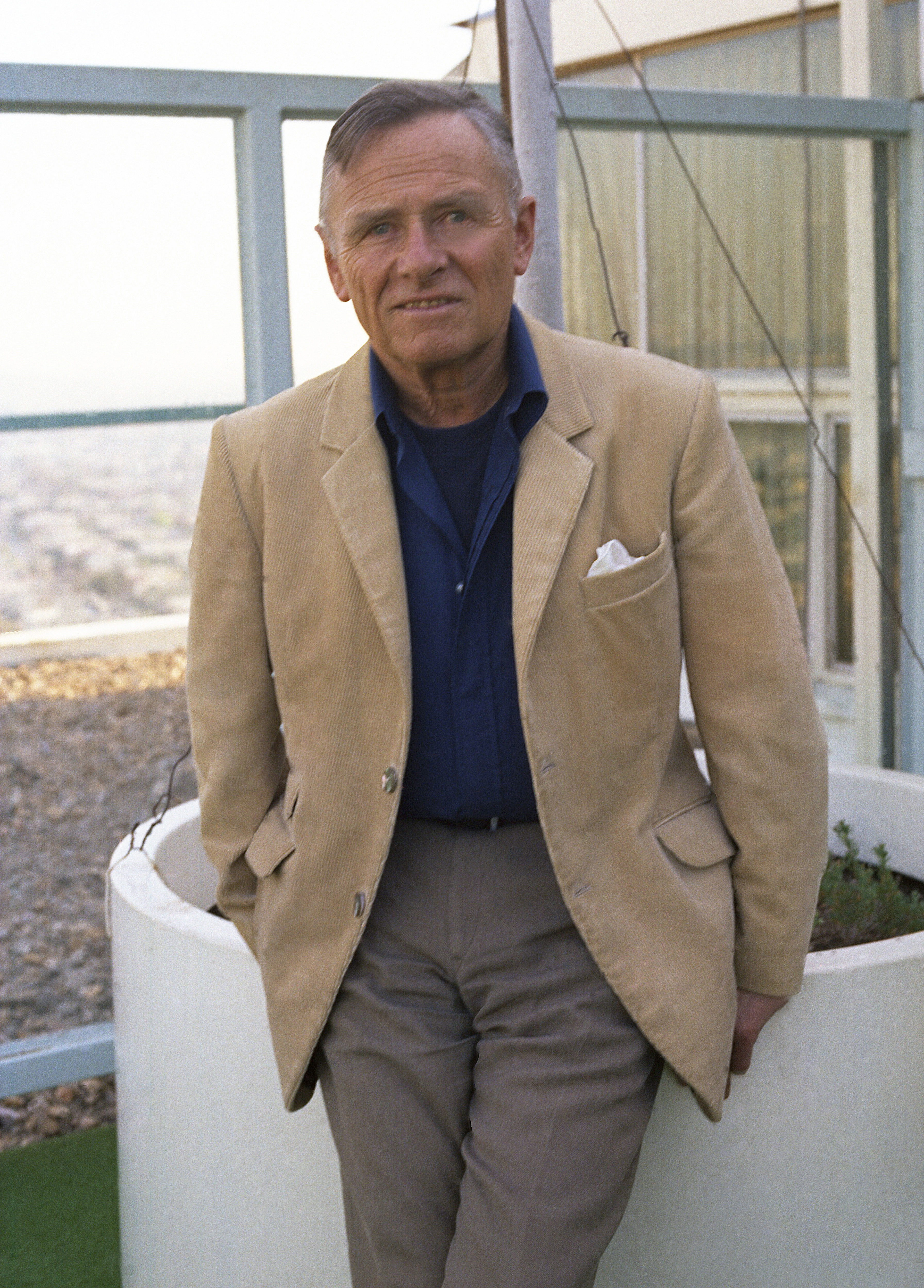
Christopher Isherwood 1973

Mr. Norris steigt um (britischer Originaltitel Mr Norris Changes Trains, in den USA veröffentlicht als The Last of Mr. Norris) ist ein 1935 erschienener Roman des britischen Schriftstellers Christopher Isherwood. Der kurze Roman wird häufig gemeinsam mit dem Roman Leb wohl, Berlin als „The Berlin Stories“ publiziert. Beide Romane waren die Vorlage für das in den 1960er Jahren entstandene Musical Cabaret.
Time zählte diese „Berlin Stories“ zu den besten 100 englischsprachigen Romanen, die zwischen 1923 und 2005 veröffentlicht wurden, und begründet dies damit, dass diese zwei kurzen Romane perfekte Schnappschüsse des Berlin der 1930er Jahre seien, wo ausgelassene Auswanderer immer intensiver tanzen und feiern, als würde sie dies vor dem heraufziehenden Nationalsozialismus schützen. Die britische Zeitung The Guardian nahm die Erzählung in die Liste der 1000 Romane auf, die jeder gelesen haben muss. Isherwood bezeichnete in den 1950er Jahren seinen Roman dagegen als eine herzlose Märchengeschichte, weil er das Leid der Personen um ihn herum nicht konkret begriffen habe.
Mr. Norris steigt um basiert auf den Eindrücken von Isherwood, der zu Beginn der 1930er Jahre in Berlin lebte und Zeuge des Aufstiegs Hitlers wurde. Die Figur des Mr. Norris basiert auf dem Schriftsteller Gerald Hamilton, die Figur des Kommunistenführers Ludwig Bayer auf dem deutschen Politiker, Verleger und Filmproduzenten Willi Münzenberg.

## Handlung
Erzähler der Handlung ist der junge Brite William Bradshaw, der in Berlin von Sprachunterricht lebt und in Fräulein Schröders kleiner und schäbiger Pension wohnt. Er lernt während einer Zugfahrt seinen Landsmann Arthur Norris kennen, der ebenfalls in Berlin lebt. Sie werden Freunde und sehen sich regelmäßig. Durch Norris lernt Bradshaw Leute wie die Bordellbesitzerin Olga und den Kommunistenführer Ludwig Bayer kennen. Nach und nach wird deutlich, dass Mr. Norris ein ungewöhnliches Leben führt: Er ist Masochist, der seine Domina Anni drei Mal die Woche trifft, und er zählt sich zu den Kommunisten, was in Deutschland eine zunehmend riskante politische Haltung ist. Unklar bleibt, wovon er lebt: Er scheint gemeinsam mit seinem Assistenten Schmidt ein Geschäft zu führen, wobei der eigentliche Inhalt dieser geschäftlichen Aktivitäten unklar bleibt. Deutlich wird jedoch, dass Norris von Schmidt tyrannisiert wird. Norris gerät zunehmend in Geldnot und verlässt schließlich Berlin.
Als Norris wieder nach Berlin zurückkehrt, ist er wieder vermögend. Er erhält kryptische Telegramme, deren Absender eine Französin mit dem Namen Margot zu sein scheint. Sein Assistent Schmidt taucht wieder auf und versucht ihn zu erpressen. Norris nutzt Bradshaw als Köder, um einen seiner Freunde, den Baron Pregnitz, zu überreden, in der Schweiz Urlaub zu machen und dort „Margot“ zu treffen, die sich als Holländer entpuppt. Noch während Bradshaw in der Schweiz ist, erhält er ein Telegramm von Ludwig Bayer, der ihn dringend bittet, nach Berlin zurückzukehren. Von Bayer erfährt er, dass Norris für die Franzosen spionierte und dass sowohl seine kommunistische Gruppe als auch die Polizei darüber Bescheid wissen. Als auch Norris nach Berlin zurückkehrt, fällt Bradshaw auf, dass er von der Polizei beobachtet wird und er überzeugt Norris davon, Deutschland zu verlassen. Nach dem Reichstagsbrand ermorden Nationalsozialisten Bayer und die meisten von Norris’ kommunistischen Kameraden. Bradshaw kehrt nach Großbritannien zurück, wo er immer wieder kurze Briefe und Postkarten von Norris erhält. Norris ist es gelungen, aus Deutschland zu entkommen, wohin er aber geht, da taucht auch Schmidt auf, der ihn weiterhin zu erpressen versucht. Der Roman endet damit, dass Bradshaw eine weitere Postkarte von Norris aus Rio de Janeiro erhält, auf der dieser fragt:

„Was habe ich getan, um dieses zu verdienen.“

## Entstehungsgeschichte

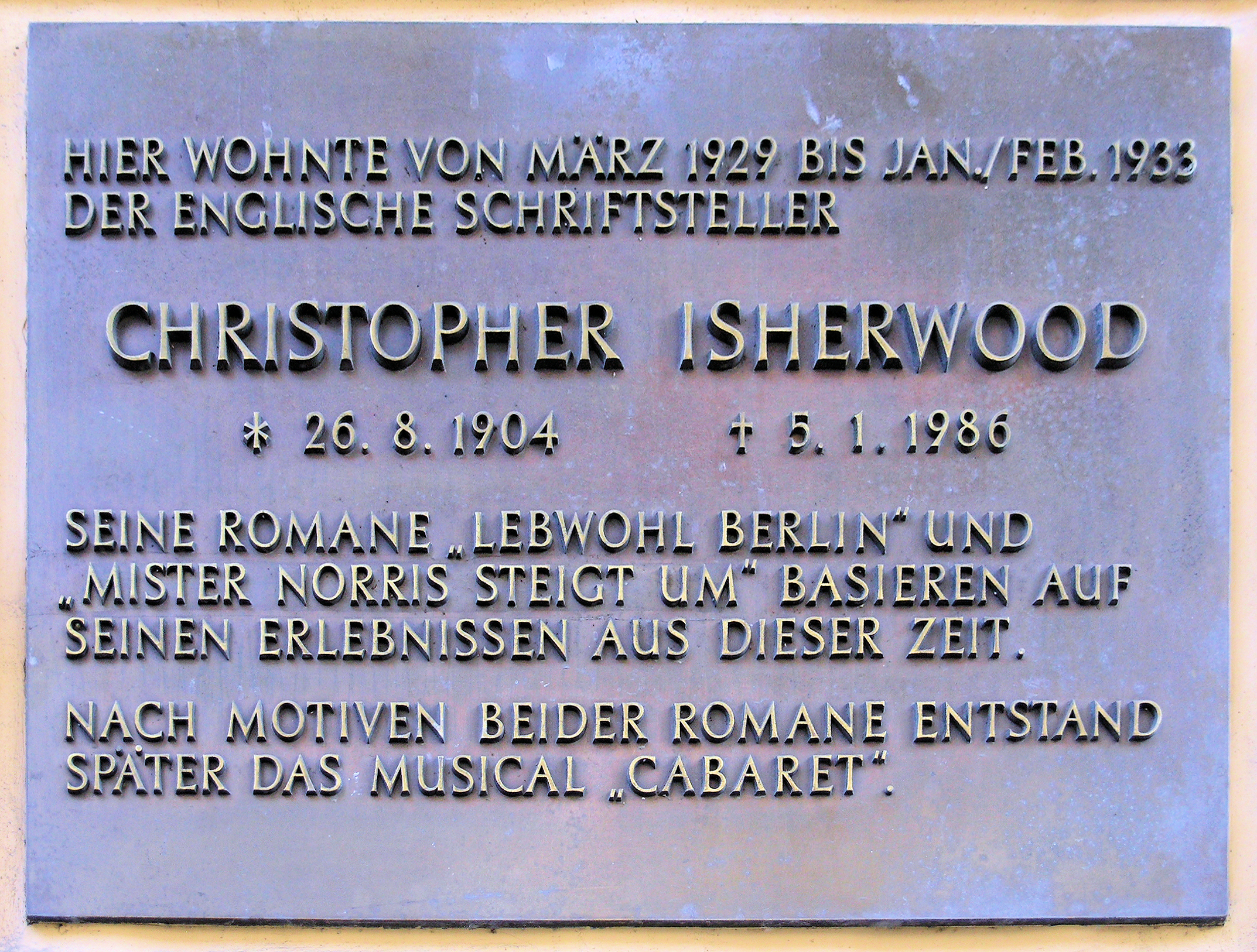
Gedenktafel in Berlin

Isherwood wollte seinen Roman ursprünglich The Lost nennen, den Titel leitete er von dem deutschen Die Verlorenen ab. Er fand dies passend, weil aus seiner Sicht dieser Begriff drei verschiedene Personengruppen treffend beschrieben hatte: Die, die sich von Adolf Hitler verführen ließen, die Personen wie die Mitglieder der Familie Landauer, die Hitler bereits zu vernichten plante und diejenigen, die gesellschaftlich schon immer geächtet wurden wie seine Protagonisten Sally Bowles, Otto Nowak und Mr. Norris. Isherwood begann 1934 an diesem Roman zu arbeiten. Er lebte zu dieser Zeit gemeinsam mit seinem Partner Heinz Neddermayer auf den Kanarischen Inseln.
Während der Arbeit an den Verlorenen konzentrierte Isherwood die Handlung zunehmend auf Mr. Norris, ein Prozess, den er später mit der Arbeit eines Chirurgen verglich, der Siamesische Zwillinge trennt. Figuren wie Sally Bowles und die Familie Landauer sind während dieses Prozesses aus Mr. Norris steigt um verschwunden und tauchen erst in Lebwohl, Berlin auf.
Mit der Konzentration auf die Figur des Mr. Norris änderte Isherwood auch die Erzählperspektive auf die eines Ich-Erzählers. Er war davon überzeugt, dass dies dem Leser ermöglichen würde, Norris in einer ähnlichen Form zu erleben wie Isherwood Gerald Hamilton erlebt hatte.
Der Name des Ich-Erzählers William Bradshaw leitet sich von Isherwoods vollständigem Namen (Christopher William Bradshaw Isherwood) ab. In späteren Romanen nutzt Isherwood seinen eigenen Namen, weil er zu der Überzeugung kam, dass die Verwendung von "William Bradshaw" ein unüberlegtes Ausweichen gewesen sei. Es war Isherwoods explizites Ziel, dem Ich-Erzähler keine gewichtige Rolle zu geben, damit der Leser sich vollständig auf Norris konzentrieren könne. Während Isherwood zu dem Zeitpunkt der Verfassung des Romans bereits vergleichsweise offen als Homosexueller lebte, sperrte er sich dagegen, auch Bradshaw als Homosexuellen zu beschreiben, weil er befürchtete, dies könnte die Aufmerksamkeit von Norris ablenken. Es gab allerdings auch pragmatische Gründe für diese Entscheidung: Isherwood wollte keinen Skandal provozieren und befürchtete darüber hinaus, dass sein Onkel, der ihn zu dem Zeitpunkt finanziell unterstützte, ihm diese Unterstützung entziehen würde.
Als Isherwood sein Manuskript an Hogarth Press sandte, trug der Roman noch den Titel The Lost (Die Verlorenen); erst in der Vorbereitung auf die Veröffentlichung wurde der Titel zu Mr. Norris Changes Trains geändert. Isherwood wählte letztlich diesen Titel, weil er nicht nur die ständigen Ortswechsel betonen wollte, zu denen Norris gezwungen war, um seinen Feinden und Kreditgebern zu entkommen, sondern auch, um dessen sich stetig ändernde politische Ansichten und Interessen zu betonen. Isherwoods amerikanischer Verleger bat ihn jedoch, für den amerikanischen Markt den Titel zu ändern. In Nordamerika erschien der Roman darum letztlich unter dem Titel The Last of Mr. Norris. Nach Isherwoods eigenen Angaben führte dies zu einer Reihe von Missverständnissen, weil mehrere Leser den amerikanischen Titel für den Folgeband hielten.

## Isherwoods spätere Distanzierung
Mr. Norris steigt um fand bei den Literaturkritikern Zuspruch und war gleichzeitig ein Verkaufserfolg. Isherwood selber distanzierte sich von seinem frühen Werk. Er wies später darauf hin, dass er sich in der Figur des Ich-Erzählers falsch gezeichnet habe und dass er vor allem das Leid der Personen, die er beschrieb, nicht richtig erfasst habe. In einem Vorwort zu einer Ausgabe von Gerald Hamiltons 1956 erstmals erschienenen Erinnerungen Mr Norris and I schrieb Isherwood:

„Heute stößt mich die Herzlosigkeit von Mr Norris ab. Es ist eine herzlose Märchengeschichte über eine reale Stadt, in der Menschen das Elend politischer Gewalt und Nahrungsmangels durchlebten. Das verruchte Berliner Nachtleben war in Wirklichkeit mitleidserregend: All die Küsse und Umarmungen trugen ein Preisschild und die Preise waren in diesem ruinösen Verdrängungswettbewerb drastisch gefallen....und all die Missgestalten – sie waren in Wirklichkeit ganz gewöhnliche Menschen, die ganz pragmatisch durch illegale Handlungen ihr Überleben zu sichern versuchten. Die einzige echte Missgestalt war der junge Ausländer, der heiter und fröhlich diese verzweifelten Szenen durchlebte und sie fehlinterpretierte, damit sie in seine kindliche Vorstellungswelt passten.“

## Deutschsprachige Ausgaben
- Christopher Isherwood: Mr. Norris steigt um, Roman (Originaltitel: Mister Norris changes trains, übersetzt von Wolfgang Eisermann), Albino, Berlin 1983, ISBN 3-8880-3005-6; als Fischer-TB 5453, Frankfurt am Main 1986, ISBN 3-596-25453-1.